# Klaus Storkmann
Klaus Peter Storkmann (* 1976 in Magdeburg) ist ein deutscher Berufsoffizier und Historiker. Storkmann ist Oberstleutnant der Bundeswehr und Leiter des Projektbereiches Militärgeschichte der DDR im Forschungsbereich Militärgeschichte am Zentrum für Militärgeschichte und Sozialwissenschaften der Bundeswehr.

## Leben
Storkmann trat 1994 als Wehrpflichtiger in die Bundeswehr ein und absolvierte von 1995 bis 1997 eine Ausbildung zum Offizier im Truppendienst. Noch 1997 begann er ein Studium der Geschichte und der Sozialwissenschaften, mit dem Schwerpunkt Politikwissenschaft, an der Helmut-Schmidt-Universität/Universität der Bundeswehr in Hamburg und an der Central Connecticut State University in den Vereinigten Staaten, das er 2001 beenden konnte.
Es folgten ab 2001 Verwendungen im Truppen- und Stabsdienst mit einem Auslandseinsatz in der SFOR während der Friedensmission in Bosnien und Herzegowina. Von 2004 bis 2007 war Storkmann Kompaniechef in Ellwangen. 2007 wurde er Wissenschaftlicher Mitarbeiter im Forschungsbereich Militärgeschichte der DDR am Militärgeschichtlichen Forschungsamt in Potsdam.
2010 erfolgte Storkmanns Promotion an der Universität der Bundeswehr in Hamburg mit einer Dissertation über die Militärhilfen der DDR in die Dritte Welt zum Dr. phil. Seine Arbeit erschien 2012 mit dem Titel Geheime Solidarität. Militärbeziehungen und Militärhilfen der DDR in die Dritte Welt als 21. Band der Reihe Militärgeschichte der DDR im Ch. Links Verlag.
2011 wurde Storkmann Stellvertretender Leiter einer Arbeitsgruppe am Bundesarchiv-Militärarchiv in Freiburg im Breisgau sowie 2015 Wissenschaftlicher Mitarbeiter am Forschungsbereich Militärgeschichte nach 1945 am Zentrum für Militärgeschichte und Sozialwissenschaften der Bundeswehr, wo ihm 2022 die Leitung des Projektbereiches Militärgeschichte der DDR und der Nationalen Volksarmee übertragen wurde.
Klaus Storkmann ist Autor und Herausgeber zahlreicher Fachveröffentlichungen. Von 2008 bis 2012 war er Redakteur und Mitautor der Zeitschrift Militärgeschichte. Zeitschrift für historische Bildung, deren Redaktion er seit 2015 erneut angehört. Gastbeiträge veröffentlicht er außerdem in der Zeitschrift if. Zeitschrift für Innere Führung. 2022 übernahm er zusammen mit der amerikanischen Militärwissenschaftlerin Jacqueline E. Whitt die Herausgabe des Bandes The long fight for fighting with pride. LGBT Soldiers in the Military History of Australia, Germany, Israel, the Netherlands and the United States, die 42. Sonderausgabe des International Journal of Military History and Historiography. Strorkmann wirkte auch in einigen Fernsehproduktionen als Fachberater und Interviewpartner mit, so unter anderem 2014 in den Sendungen Honeckers geheime Kriege des Mitteldeutschen Rundfunks, Geheime Solidarität. DDR-Waffen für die Kriege der Welt von arte und Geheimnisvolle Orte: Prora – Naziseeband und Sperrgebiet der ARD sowie 2018 in Die sieben Geheimnisse der NVA von ZDFinfo. Für die Rundfunksendung SWR2 Wissen gab er 2021 ein ausführliches Interview zum Thema Homosexualität in der Bundeswehr – Geschichte einer Diskriminierung und im gleichen Jahr für die Sendung Zeitfragen des Deutschlandfunk Kultur Homosexuelle in der Bundeswehr. Ein schwerer Weg bis hin zur Akzeptanz.

## Veröffentlichungen (Auswahl)
- Das chinesische Prinzip in der NVA. Vom Umgang der SED mit den Generalen und Offizieren in der frühen NVA. Eine Dokumentation. Köster, Berlin 2001, ISBN 978-3-89574-420-4.
- Die NVA im Traditionsverständnis der Bundeswehr. Edition Temmen, Bremen 2007, ISBN 978-3-86108-032-9.
- Geheime Solidarität. Militärbeziehungen und Militärhilfen der DDR in die „Dritte Welt“. (Dissertationsschrift), Links, Berlin 2012, ISBN 978-3-86153-676-5.
- Tabu und Toleranz. Der Umgang mit Homosexualität in der Bundeswehr 1955 bis 2000. De Gruyter Oldenbourg, Berlin 2021, ISBN 978-3-11-073482-9.
- Homosexuality in the German Armed Forces. A History of Taboo and Tolerance